# 蹦极

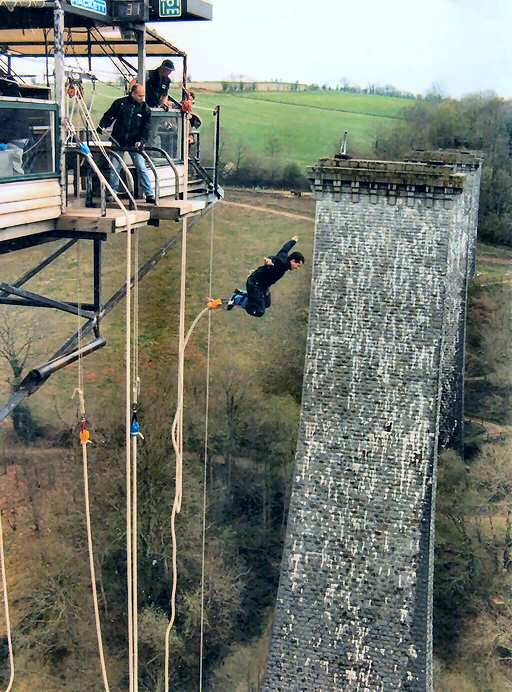
法國諾曼第的高空彈跳

蹦极跳（/ˈbʌndʒiː/；英語：或）是一種人們利用有彈性的繩索一邊繫著身體或足踝，另一邊繫著高處平台（通常是數十至過百公尺），然後從高台一躍跳下的活動。

## 起源
高空彈跳起源於南太平洋紐西蘭原住民瓦努阿圖族的成人禮陸潛（land diving），同時也測試體力與膽量。當地孩子到15歲時就會舉行陸潛，在腳踝上綁樹枝、樹藤，然後從30公尺的高台往地面跳的儀式。

## 原理
蹦极跳时，人由于自身所受的重力而下落，当玩者跃下时，蹦极跳绳会伸展从而吸收坠下的能量，被拉伸的蹦极跳绳又会产生向上的弹力，把人拉上去。正是在这上上下下的振荡中，玩家体会到了极大的刺激。最终，随着能量的消失，玩者的擺動會靜止。

## 危險性
高空彈跳雖然在安全上盡力做了許多措施，但仍具有危險性，如過度刺激引發急性心血管病變等，因此跟跳傘一樣，業者都會要求參與者簽下死傷風險的免責約定文件，讓參與者了解及自行承擔可能的後果。
亞洲地區的臺灣也有高空彈跳，在2014年起政府已制定了行政院體育署為中央目的事業主管機關，規定患有心臟病、高血壓、腦溢血、氣喘、先天性癲癇症、腦壓問題、腰傷、背痛、高度近視及孕婦，體重100公斤或以上皆禁止彈跳，澳紐相關機關機構也有相關條例。
台灣目前合法場地只有桃園市復興區巴陵橋及復興橋。